# Miranda Oliveira
Miranda Oliveira, detto Clarival (...), è un ex calciatore brasiliano naturalizzato statunitense, di ruolo difensore e centrocampista.

## Carriera
Gioca in patria nel Madureira, per trasferirsi nel 1965 presso i paraguaiani dell'Olimpia, con cui vince il campionato nello stesso anno.
Nella stagione 1967-1968 passa ai salvadoregni dell'Águila, con cui vince il campionato.
Dopo una stagione presso gli honduregni del Marathón, si trasferisce negli Stati Uniti d'America in forza ai K.C. Spurs, con cui ottiene il secondo posto della Northern Division della NASL 1970, non ottenendo così l'accesso alla finale per l'assegnazione del titolo americano.
Nella stagione 1971 passa ai Washington Darts, con cui non ottiene l'accesso alla fase finale del torneo, a causa del terzo posto ottenuto nella Southern Division.
Nell'edizione seguente della NASL viene ingaggiato dai canadesi del Montréal Olympique, con cui non ottiene l'accesso alla fase finale del torneo, a causa del terzo posto ottenuto nella Northern Division.

## Palmarès
- Campionato paraguaiano: 1

Olimpia: 1965
- Campionato salvadoregno: 1

Aguila: 1967-1968